# Villains
Villains je sedmé studiové album americké hudební skupiny Queens of the Stone Age. Vydáno bylo 25. srpna roku 2017 společností Matador Records. Produkoval jej Mark Ronson. Vydání alba bylo oznámeno 14. června 2017 a první singl („The Way You Used to Do“) byl představen následujícího dne. Autorem obalu alba je výtvarník Boneface, který s kapelou spolupracoval i na předchozí desce …Like Clockwork (2013).

## Seznam skladeb
1. Feet Don't Fail Me – 5:41
2. The Way You Used to Do – 4:34
3. Domesticated Animals – 5:20
4. Fortress – 5:27
5. Head Like a Haunted House – 3:21
6. Un-Reborn Again – 6:40
7. Hideaway – 4:18
8. The Evil Has Landed – 6:30
9. Villains of Circumstance – 6:09

## Obsazení
Queens of the Stone Age
- Josh Homme – zpěv, kytara
- Troy Van Leeuwen – kytara
- Dean Fertita – klávesy, kytara
- Michael Shuman – baskytara
- Jon Theodore – bicí

Ostatní hudebníci
- Nikka Costa – doprovodné vokály
- Matt Sweeney – doprovodné vokály
- Fred Martin – doprovodné vokály
- Tai Phillips – doprovodné vokály
- Faith Matovia – doprovodné vokály
- The String Quartet – smyčce
- James King – saxofon